# الخلوة
الخلوة جماعة قروية مغربية تقع ضمن عمالة طنجة أصيلة شمال المملكة المغربية و تقع ضمن قيادة الغربية التابعة لدائرة أصيلة ، تحدها شمالا الجماعتين القرويتين : المنزلة وأقواس بريش و غربا الجماعة القروية أقواس بريش و مدينة أصيلة و جنوبا الجماعات القروية الساحل الشمالي وسيدي اليماني وعياشة و شرقا الجماعتين القرويتين عياشة والمنزلة و هو ما يعادل مساحة 103 كلم مربع ، و تأوي الجماعة 11.477 نسمة حسب توقعات سنة 2013 .

## التسمية
تعود تسمية الخلوة إلى مدشر الخلوة الذي يعد مركزا للجماعة ، و يطلق على الجماعة أيضا تسمية (أحد الغربية) نسبة إلى يوم السوق الأسبوعي لقبيلة الغربية و الذي يعقد كل يوم أحد بمدشر الخلوة .

## المداشر و القرى
تتكون أراضي الجماعة من 40 مدشر مختلف الحجم هي :
أولاد ابن عزي - أولاد ابن غانم - أولاد بوليفة (أو : كروز) - أولاد حباس - أولاد زاير - أولاد سبيطة - أولاد سيدي عبد القادر - أولاد عبو - أولاد عنتر - أولاد العياشي - أولاد فارس - أولاد الفتوح - أولاد اللنجري - البريدية - البواخرة - التوانسة - الجبابرة - جلاولة - الحراريين - الحساسنة - الحورش - الخلوة (المركز) - دار السيد - الدحيدحات - الدشر الجديد - دشر عيسى الحلوفي - دشر عيسى الريفي - الدعيديعة - الرفايف - روافة - الرياينة - زراولة - الشرقية - ظهر بوفاس - عروة - العمارات - عين حلوفة - مرس القوار - النعايميين - الهواريين .
و تتوزع هذه المداشر على فرق قبيلة الغربية الأربع على النحو التالي:
- أولاد خلوف : أولاد بوليفة - أولاد عنتر - روافة و زراولة .
- أولاد سبيطة : أولاد حباس - أولاد زاير - أولاد العياشي - أولاد فارس - أولاد الفتوح - التوانسة - الخلوة - الدشر الجديد - الدعيدعية - ظهر بوفاس - عروة - عين حلوفة و النعايمين .
- أولاد حباس : أولاد سبيطة - أولاد عبو - جلاولة - الحورش - دار السيد - دشر عيسى الحلوفي - دشر عيسى الريفي - الرياينة و الهواريين .
- أولاد عروس : أولاد ابن عزي - أولاد ابن غانم - أولاد سيدي عبد القادر - أولاد اللنجري - البريدية - البواخرة - الجبابرة - الحراريين - الحساسنة - الدحيدحات - الرفايف - الشرقية - العمارات و مرس القوار .

## الجغرافيا
تقع الجماعة القروية الخلوة في منطقة سهلية تنتمي لمنظومة السهول الأطلسية شمال المغرب و المحصورة بين جبال الريف شرقا و المحيط الأطلسي غربا . و بالرغم من انتشار السهول في كافة أراض الجماعة فالتضاريس تتحول إلى تضاريس تلية بشكل كبير في المناطق الشرقية و الجنوبية ، و يتراوح الارتفاع بتراب الجماعة بين 0 متر في حوض نهري الحاشف و الوادي الكبير و 185 متر بتل العمارات في المنطقة الجنوبية الشرقية للجماعة و يصل معدل الارتفاع إلى 51 متر عن سطح البحر .

### المساحة
تبلغ مساحة الجماعة 103 كيلومتر مربع عبارة عن مناطق زراعية و مراعي مفتوحة ، حيث لا تتوفر الجماعة على مناطق غابوية بالرغم من توفرها على العديد من المسطحات المائية بالإضافة إلى انتشار طفيف للمستنقعات المائية و التي تتركز بشكل كبير على مجرى نهر تاهدارت ، و تمثل هذه المسطحات المائية مركز استراحة مهم للطيور المهاجرة .

### الموارد المائية
تعد منطقة الخلوة من أغنى مناطق شمال المغرب بالموارد المائية حيث تتوفر على شبكة من المجاري المائية و البحيرات من أهمها :
نهر تاهدارت - الحاشف - خندق الريحان - الوادي الكبير - جنان عيسى - الخليج الكبير - عياشة و وادي سالم .
كما تتوفر الجماعة على بحيرتين عذبتين صغيرتين هما :
- بحيرة مرجة حلوفة بمساحة 300 هكتار .
- بحيرة مرجة برغة بمساحة 10 هكتارات .

## التاريخ
تعود أقدم المستوطنات في المنطقة إلى الفترة الفينيقة لكنها عرفت أوجها خلال الفترة الأمازيغية ما قبل الرومانية ، و يتعلق الأمر بمدشر : الدشر الجديد أو زليل الذي تعود فترة بنائه إلى سنة 24 قبل الميلاد ، و قد ظلت المنطقة مأهولة بشريا خلال العصور الرومانية و الوندالية و البزنطية اللاحقة .
خلال العقود القليلة ما قبل الإسلام ، كانت المنطقة تابعة لقبيلتي بني زنون و بني زياد الهواريتين . و مع فتح الأندلس ، عرفت المنطقة نزيفا ديموغرافيا حادا حيث هاجر المئات من سكان المنطقة إلى شمال و شرق الأندلس ، حيث ظهرت منهم قبيلتي بني رزين و بني ذي النون اللتان لعبتا دورا مهما في تاريخ الأندلس . في حين ظلت في المنطقة تجمعات سكانية صغيرة أهمها : الهواريين و ظهر بوفاس .
عد احتلال البرتغاليين لمدينة أصيلة سنة 1471 ، برز مدشر ظهر بوفاس كمركز جديد لقبيلة الغربية معوضا المدينة السليبة ، كما أصبح هذا المدشر مركزا جهاديا مهما على حدود الاحتلال البرتغالي ما أدى إلى استقطابه هجرات متلاحقة من كل الأنحاء و بشكل خاص من مدينة نبرش (أقواس بريش) المجاورة .
بعد استرداد مدينة أصيلة سنة 1550 ، عرفت المنطقة انتعاشا ديموغرافيا جديدا يتمثل في الهجرات المتلاحقة من المطرودين الأندلسيين من مناطق غرب الأندلس (البرتغال) و التي استمرت لمدة قرن من الزمان . و قد ظهرت خلال هذه الفترة عدة مراكز جديدة من أهمها : أولاد ابن غانم - أولاد بوليفة - الحراريين - الحورش - الخلوة - دار السيد - الرفايف - الرياينة - الشرقية - مرس القوار و النعايميين .
خلال عهد السلطان محمد الثالث بن عبد الله العلوي (1757 - 1790) ، هاجرت عشرات الأسر بظهير سلطاني بهدف تعمير المنطقة و يصنف المهاجرون الوافدون على الجماعة إلى ثلاثة فروع حسب أصولهم هي : جبالة القادمين من القبائل المجاورة مثل : بني عروس و أهل سريف و بني گرفط و أنجرة و بني حسان و يتركز معظم هؤلاء بمداشر فرقة أولاد عروس . عرب بني هلال القادمين من منطقة الشاوية غرب المملكة و يتواجدون في معظم قرى الفروع الباقية لقبيلة الغربية . و روافة المنتمين إلى الجنود النظاميين للسلطان و القادمين من المناطق المتحدثة باللغة الأمازيغية بالريف الشرقي و يتركزون بمدشري : روافة و دشر عيسى الريفي . لكن هذه العناصر و بالرغم من تمايزها الإثني إلا أنها سرعان ما ذابت في البوتقة الجبلية الأندلسية للمنطقة .

## الموقع الأثريزليل
زليل - زليس - يوليا كونستانتينا زليل ، أسماء مختلفة للموقع الأثري الفينيقي الذي يقع بمحاذاة مدشر : الدشر الجديد . و تعود أقدم بنايات الموقع إلى التجار الفينيقيين خلال القرن الخامس الميلادي و هؤلاء التجار هم من قاموا بتسمية الموقع بزيليس ، لكن المدينة عرفت أوجها المعماري و الاقتصادي خلال الفترة الأمازيغية و بشكل خاص خلال عهد الملك بوكوس الأول (110 - 80 ق.م) . كما عرفت المدينة توسيعات عمرانية جديدة بين سنتي 60 و 40 قبل الميلاد أي خلال فترة حكم الملك بوكوس الثاني .
ابتداء من سنة 25 قبل الميلاد و خلال فترة حكم الملك يوبا الثاني (25 - 23 ق.م) عرفت المدينة توسعا عمرانيا كبيرا امتد من المنطقة السهلية إلى الهضبة الشمالية المطلة على الموقع . كما أولاها الإمبراطور الروماني أغسطس اهتماما كبيرا و قام بدوره بتوسعة المدينة كما قام بمدها بقنوات لجلب المياه .
تتكون المدينة من عدة تجمعات سكانية بالإضافة إلى العديد من الحمامات و القنوات المائية الرومانية بالإضافة إلى سور و مسرح مدرج .
خلال القرن الثالث الميلادي تم إخلاء المدينة بالكامل لأسباب غير معروفة ، لكن عادت المدينة لتبدو كمنطقة مأهولة خلال القرن الرابع الميلادي حيث ظهر الموقع كمدينة صناعية رومانية و من أهم البقايا الأثرية التي تعود إلى هذه الفترة : الحي الصناعي و الكنيسة الرومانية .

## الخلوة
يقع مدشر الخلوة بالمنطقة الغربية للجماعة على بعد بضع كيلومترات فقط من مدينة أصيلة و تعود فترة إنشاء هذا المدشر إلى القرن السادس عشر على يد المهاجرين الأندلسيين . و قد اكتسبت هذه القرية مركزا قياديا مهما للقبيلة لا سيما بعد احتضانها للسوق الأسبوعي و الذي يعقد كل يوم أحد . و قد كان للسوق أهمية كبرى تعدت محيطه الجغرافي لتشمل مدن الساحل الإيطالي حيث كان يتوافد عليه العشرات من التجار القادمين من جنوة والبندقية.
حاليا للقرية أهمية اقتصادية كبرى تتمثل في احتضانها لواحدة من أهم المناطق الصناعية بعمالة طنجة أصيلة و هي المنطقة الصناعية الخلوة و التي تمتد على مساحة 656 هكتار .

## الاقتصاد

### الفلاحة
ساعدت المؤهلات الجغرافية للمنطقة على جعلها من أهم المناطق الفلاحية بالمغرب حيث تبلغ مساحة المنطقة المزروعة بالجماعة سنويا : 9.381 هكتار تتوزع على عدة أصناف على النحو التالي :
| الصنف المزروع       | المساحة بالهكتار |
| ------------------- | ---------------- |
| الحبوب              | 4.573            |
| القطاني             | 190              |
| المزروعات التسويقية | 1.303            |
| الخضروات            | 263              |
| المساحة المشجرة     | 2.434            |
| الأعلاف             | 618              |

كما يحظى نشاط تربية المواشي بأهمية لا بأس بها من طرف الساكنة ، و تتوزع رؤوس الماشية بالجماعة حسب الآتي :
| الصنف   | عدد الرؤوس |
| ------- | ---------- |
| الأبقار | 7.874      |
| الأغنام | 17.663     |
| الماعز  | 203        |

### الصناعة
بالرغم من الأهمية المعطاة للمجال الفلاحي بالجماعة ، إلا أن النشاط الاقتصادي للمنطقة في طريقه للتحول إلى المجال الصناعي حيث يستضيف مدشر الخلوة واحدة من كبريات المناطق الصناعية بعمالة طنجة أصيلة و هي عارة عن منطقة صناعية كبرى تمتد على مساحة 656 هكتار .
خلال سنة 2009 قامت إحدى الشركات الأمريكية المختصة بالتنقيب عن النفط و يتعلق الأمر بشركة (Vikings) بالاستقرار بالمنطقة كما قامت بعدة أبحاث استكشافية أسفرت عن نتائج إيجابية فيما يخص منطقة الدحيدحات ، لكن النتائج الأولية لم تسفر عن كمية و حجم الأحواض البترولية بالمنطقة .

## الديموغرافيا
أواخر القرن التاسع عشر و من خلال إحصاء قدمه أوجست مولييراس في كتابه (المغرب المجهول : اكتشاف جبالة) بلغ عدد سكان القرى المكونة للجماعة 4.125 نسمة و قد استمر هذا العدد في الارتفاع ليصل إلى : 14.810 نسمة سنة 1994 لكن العدد بدأ بالانخفاض بشكل كبير نتيجة الهجرة المكثفة إلى مدينة أصيلة غالبا . ليصل إلى 12.945 خلال إحصاء سنة 2004 ثم 11.477 نسمة خلال توقعات 2013 .

## الدين
خلال العهد الروماني كانت المنطقة من أهم مراكز انتشار المسيحية في شمال المغرب و لا تزال بقايا كنائس مدينة زليل الأثرية شاهدة على ذلك ، لكن كل سكان المنطقة اعتنقوا الإسلام خلال السنوات الأولى التالية للفتح الإسلامي في القرن الأول الهجري .
اليوم كل سكان الجماعة هم من المسلمين السنة المالكية . و من الملحوظ أن الطرق الصوفية قليلة التواجد بالجماعة استثناء الطريقة الريسونية الشاذلية . و يتواجد بالجماعة 44 مسجدا موزعة على كافة المداشر بالجماعة .